# Молдавська кампанія (1497—1499)
Молдавська кампанія 1497—1499 — невдала військова кампанія польського короля Яна I Ольбрахта проти Молдавії, підтриманої Османською імперією. Метою кампанії було повалення господаря Штефана III, підпорядкування Молдавії Польщі та встановлення її контролю над Кримом і дельтою Дунаю.

## Передумови
Ян I Ольбрахт, король Польський, Великий князь Литовський і Руський у 1492—1501 роках, був прихильником наступальної політики щодо Османської імперії та її союзників — Молдавії та Волощини в умовах польсько-турецької війни. Для реалізації цієї політики він уклав союз із Венеціанською республікою та Угорським королівством. Господар (князь) Молдавії Штефан III Великий, який за час свого правління кілька разів воював із османами, відмовився увійти до коаліції, побоюючись, що Молдавія стане головним полем бою польсько-турецької війни. Зусилля Яна Ольбрахта змінити позицію Штефана III призвели до сварки з угорським королем Владиславом I, який вважав Молдавію своїм васалом. Це розірвало їхній нещодавній союз, тож Ян Ольбрахт мав намір реалізувати свої прагнення самотужки. Після кількох років підготовки до кампанії король відправив до Стамбула посланця із пропозицією про мир, проте султан Баязид II відкинув її. На 1497 рік обидві сторони були готові до бойових дій.

## Хід кампанії
Ян I Ольбрахт зібрав армію розміром 80 тисяч вояків та 200 гармат. Улітку 1497 року король Польщі планував наступати на османські володіння і відвоювати колись втрачені фортеці у Північному Причорномор'ї (Коцюбіїв, Дашів тощо), встановити контроль над Кримським ханством та дельтою Дунаю. Тим часом Штефан III мав змогу забезпечити підтримку Османській імперії. Польський наступ розпочався у червні 1497 року. Король зміг узяти в облогу Тронну фортецю в Сучаві. Проте молдавани, підтримані османами, змогли перенести основний театр воєнних дій до Буковини і завдали полякам нищівної поразки у битві в Козмінському лісі. 1498 року молдавсько-турецьке військо здійснило рейд до Галичини аж до Львова. Кампанія Яна I Ольбрахта була невдалою і зазнала катастрофічного для Польщі краху. 1499 року він уклав мир із Молдавією та Османською імперією і визнав османське панування на Чорному морі.

## Наслідки
У результаті Молдавської кампанії Кримське ханство не стало підконтрольним Польщі, а залишилося васалом Османської імперії у межах від Дністра до Волги.